# Stéfi Celma
Pour les articles homonymes, voir Celma.
Stéfi Celma, née le 9 octobre 1986 à Paris 4e, est une actrice et chanteuse française.

## Biographie

### Enfance et débuts
Stéfi Celma est née en 1986 à Paris de parents martiniquais. Son père est professeur de technologie et sa mère adjointe administrative. Elle grandit au Mesnil-Amelot.
Elle se destine d'abord à la musique. À quatre ans et demi, elle participe à L'École des fans de Jacques Martin, où elle chanta Pleure pas Boulou, une chanson de Pierre Bachelet.

### Carrière
En 2004, elle participe au télé-crochet produit et animé par Pascal Sevran Entrée d'artistes. Cette émission donnera lieu à l'enregistrement d'un disque pour lequel elle interprète la chanson de Renaud Mistral gagnant.
En 2005, elle fait partie de la troupe du conte musical Sol En Cirque de Zazie. En octobre 2008, elle participe ensuite au spectacle, sous forme de comédie musicale juke-box avec les chansons de Charles Aznavour, Je m'voyais déjà de Laurent Ruquier.
Elle est alors repérée par une directrice de casting et intègre une agence de comédiens. Dès lors, la comédie prend une place importante dans sa vie. Elle tourne pour la télévision : Le frère que je n’ai pas eu, Un flic, Trop jeune pour toi et La Maison des Rocheville.
Après ces quelques prestations dans des séries télévisées, elle décroche le premier rôle féminin de la comédie cinématographique Case départ de Lionel Steketee, Fabrice Éboué et Thomas N'Gijol en 2011.
En 2013, elle joue dans Pas très normales activités, de Maurice Barthélemy et dans Les Profs, adaptation de la bande dessinée éponyme par Pierre-François Martin-Laval, avec Kev Adams.
En 2015, elle fait partie de la distribution du film d'action Antigang de Benjamin Rocher, de la série télévisée Dix pour cent de Fanny Herrero dans laquelle elle joue le rôle de Sofia Leprince, puis de Les Profs 2 de Pierre-François Martin-Laval.
En août 2017, elle est membre du jury du 10e Festival du film francophone d'Angoulême, présidé par John Malkovich.
Parallèlement à son métier d'actrice, elle continue ses activités musicales.

## Engagement
Le 19 décembre 2018, plus de 70 célébrités se mobilisent à l'appel de l'association Urgence Homophobie. Stéfi Celma est l'une d'elles et apparaît dans le clip de la chanson De l'amour.

## Filmographie

### Télévision
Séries télévisées
- 2009 : Seconde Chance (10 épisodes) : Alexandra/Alexia
- 2009 : Joséphine, ange gardien : (épisode 7 saison 12, Le frère que je n'ai pas eu ) : Teresa
- 2010 : Boulevard du Palais (épisode 2 saison 12, Trop jeune pour toi) : Cyrielle
- 2010 : Un flic (épisode 1 saison 4, Calibre Caraïbes): Brenda
- 2010 : La Maison des Rocheville (épisode 5 saison 1, La maison en héritage) : Clara de Rocheville
- 2015 - 2020 : Dix pour cent de Fanny Herrero : Sofia Leprince
- 2022 : Les Rescapés de l'Arianna de Carmine Elia (12 épisodes) : Sylvie
- 2023 : Un gars, une fille (au pluriel) sur TF1 : Une fille
- 2025 : Marie-Line, incognito : Nina

### Cinéma
Longs métrages
- 2011 : Case départ de Lionel Steketee, Fabrice Éboué et Thomas N'Gijol : Rosalie
- 2013 : Pas très normales activités de Maurice Barthélemy : Karine
- 2013 : Les Profs de Pierre-François Martin-Laval : Amina, la prof de français
- 2015 : Antigang de Benjamin Rocher : Ricci
- 2015 : The Profs 2 de Pierre-François Martin-Laval : Amina
- 2017 : Telle mère, telle fille de Noémie Saglio : Charlotte
- 2017 : Les Ex de Maurice Barthélemy : Julie
- 2018 : Pupille de Jeanne Herry : Elodie
- 2020 : Miss de Ruben Alves : Miss PACA
- 2020 : Tout simplement noir de Jean-Pascal Zadi : elle-même
- 2020 : Balle perdue de Guillaume Pierret : Julia
- 2020 : Boutchou d'Adrien Piquet-Gauthier : Virginie
- 2022 : Le Petit Piaf de Gérard Jugnot
- 2022 : Champagne ! de Nicolas Vanier : Irina
- 2022 : Les Volets verts de Jean Becker : Alice
- 2022 : Balle perdue 2 de Guillaume Pierret : Julia
- 2022 : The Magic Flute de Florian Sigl : Papagena
- 2023 : Antigang, la relève de Benjamin Rocher : Ricci
- 2024 : Nice Girls de Noémie Saglio : Mélanie
- 2025 : Balle perdue 3 de Guillaume Pierret : Julia

### Doublage
- 2025 : Astérix et Obélix : Le Combat des chefs : Annabarbera (mini-série, création de voix)

## Théâtre
- 2013 :  À la française d'Édouard Baer, Marianne, en alternance avec Alka Balbir[11].
- 2016 : Du vent dans les branches de Sassafras de René de Obaldia, mise en scène Bernard Murat, Théâtre Édouard VII

### Comédie musicale
- 2007 : Sol en cirque
- 2008 : Je m'voyais déjà

## Discographie

### Albums studio
- 2005 : Ce qu'il y a en moi, label Boby Stars - sous son seul prénom[12]
- 2025 : Plurielles, label Yotanka Records

### Singles
- 2020 : Maison de terre
- 2022 : Tabou
- 2022 : Du Love et de l'eau
- 2023 : Baltimore

### Participations
- 2004 : reprise de Mistral gagnant sur la compilation Entrée d'artistes (sous-titré « La compil' des finalistes découverts par Pascal Sevran »), label Sterne[12]
- 2006 : Avec les anges (CD single en hommage aux victimes martiniquaises de la catastrophe aérienne du 16 août 2005 au Venezuela)

### Autres participations musicales
- 2007 : ouverture du Festival « Muzik’elles » sur la grande scène, en tant que coup de cœur (Guitare : Franck Laglenne)
- 2007 : concert à « La Garden Party du Ministère de l’Outre Mer »
- 2007 : concert Live au « Festival Premiers Gestes » Espace Kiron (musiciens : Frédéric Rottier, Ludovic Beier, Franck Laglenne, Pascal Sarton.)
- 2011 : participation à la bande originale du film Case départ (non publiée)